# 前酪氨酸
L-前酪氨酸（共轭碱为：Arogenate）是一种含氮化合物，分子式C10H13NO5，属于α-氨基酸，在生理pH下，以共轭碱的形式存在，是部分植物与细菌苯丙氨酸与酪氨酸生物合成的中间体。